# Памятник студенту Чехову
Памятник студенту Чехову на территории МГУ — памятник классику русской литературы Антону Павловичу Чехову, созданный скульптором А. И. Рукавишниковым при финансовой поддержке Фонда «Вольное дело» Олега Дерипаски.

## Описание

Бронзовый лист — факсимиле прошения Чехова

Бронзовая фигура великого русского писателя А. П. Чехова (1860—1904) в известном своём образе молодого человека в шинели, обнимающего левой рукой собаку, помещена на стилизованную гранитную скамью. На левом боковом фасаде монумента помещён медный лист с факсимильным текстом прошения Чехова ректору Московского университета о выдаче диплома. Задняя поверхность пьедестала памятника оформлена списком псевдонимов писателя (Антоша Чехонте, Аркадий Тарантулов, Макар Балдастов, Брат моего брата, Врач без пациентов, Гайка № 6, Гайка № 9 и др.)
Выбор места символичен — А. П. Чехов учился на медицинском факультете Московского университета (находившегося, правда, тогда не здесь, а на Девичьем поле) с 1879 по 1884 год и окончил университет со званием лекаря и уездного врача. По воспоминаниям однокурсника и близкого друга Чехова, Г. И. Россолимо, «Чехов был примерным студентом и, несмотря на отвлекавшие его с первых же курсов писательские дела, с полным успехом изучал медицинские науки: лекции он посещал аккуратно, и клиники, и лаборатории». Сам Чехов писал о роли университета в своей жизни: «Не сомневаюсь, занятия медицинскими науками имели серьёзное влияние на мою литературную деятельность»
Памятник А. П. Чехову станет свидетелем живой связи множества поколений студентов и преподавателей Московского университета. Часть композиции памятника — собака Чехова — стала талисманом у студентов МГУ

## История
Закладка памятника состоялась 25 января 2010 года, в год 150-летия А. П. Чехова, на территории Московского государственного университета перед учебным корпусом Медицинского научно-образовательного центра МГУ ещё в период строительства этого Комплекса. Выступивший на церемонии закладки памятника мэр Москвы Ю. М. Лужков особо подчеркнул патриотизм писателя, чья любовь к городу зародилась ещё в студенческой юности
Памятник открыт 1 сентября 2014 года. На открытии памятника ректор МГУ В. А. Садовничий сказал: 

Наша мысль была, чтобы Чехов был показан молодым. Даже я до последнего времени считал, что Чехов — больной, изможденный, в пенсне…, а когда я начал изучать его биографию в деталях, выяснил, что это был очень высокий молодой человек, под два метра ростом, брюнет с шикарной прической, любитель женщин, очень энергичный и веселый
Факультет фундаментальной медицины был создан в 1992 году (при советской власти, с 1930 года, медицинским специальностям обучали в медицинских вузах и в университете такой специалитет отсутствовал). Комплекс зданий Медицинского научно-образовательного центра МГУ был заложен на новой территории университета в 2005 году, в 250-летний юбилей Московского университета, и полностью открыт в 2013 году.
25 апреля 2015 года у памятника был заложен вишнёвый сад.

## Панорама

Задняя сторона монумента